# Torres de Albarracín
Torres de Albarracín is een gemeente in de Spaanse provincie Teruel in de regio Aragón met een oppervlakte van 28,31 km². Torres de Albarracín telt 179 inwoners (1 januari 2016).

## Demografische ontwikkeling
Bron: INE, 1857-2011: volkstellingen